# Duffelcoat
Duffelcoat er en varm, kort frakke eller overfrakke som er lavet af duffel, der er et tykt, groft uldmateriale. En duffelcoat lukkes med pinde lavet af horn, ben, træ eller plast, som indsættes i tilhørende stropper. Frakken er typisk udstyret med en hætte og bruges som overtøj af både mænd og kvinder.

## Baggrund og brug
Duffelcoaten regnes normalt for britisk, og den stammer oprindeligt fra 1890, hvor en engelsk klædefabrikant begyndte at markedsføre vintertøj fremstillet af duffel-tekstil fra Belgien. Duffelcoaten blev særligt populær som overtøj for britiske marinesoldater under første og anden verdenskrig. Hætten blev lavet stor og bred nok til at kunne trækkes over en matroshue, og pindene som lukker jakken, blev valgt sådan at man kunne håndtere dem iført vanter.
Duffelcoater har siden 1960'erne også været vældig populære i Frankrig.
Duffel er et glat eller diagonalvævet uldstof. Ordet stammer fra stoffets oprindelse i byen Duffel i Belgien.